# Festuca costei
Festuca costei är en gräsart som först beskrevs av St.-yves och René Verriet de Litardière, och fick sitt nu gällande namn av Markgr.-dann. Festuca costei ingår i släktet svinglar, och familjen gräs. Inga underarter finns listade i Catalogue of Life.